# ادوارد اسنایدر
ادوارد اسنایدر (انگلیسی: Edward Snyder؛ ۲ دسامبر ۱۸۹۵ – ۱۰ ژوئیه ۱۹۸۴) فیلم‌بردار و متخصص جلوه‌های ویژه اهل ایالات متحده آمریکا بود.
از فیلم‌هایی که وی در آن‌ها نقش داشته‌است، می‌توان به مخمصه، جوانان مبارز، آنا و سلطان سیام، به خدا واگذارش کن، درختی در بروکلین می‌روید، عنکبوت، میدان خماری، کلیدهای پادشاهی، پیروزی در پرواز، لورا، آخرین موهیکان و فرشته‌های جهنم اشاره نمود.